# Cattedrale di Breslavia
La cattedrale di San Giovanni Battista (in polacco: archikatedra Świętego Jana Chrzciciela) è la cattedrale metropolitana dell'arcidiocesi di Breslavia, in Polonia. Grande edificio gotico eretto in più riprese, è uno dei migliori esempi di questo stile nel Paese.
Nel 1907 è stata dichiarata basilica minore.

## Storia e descrizione

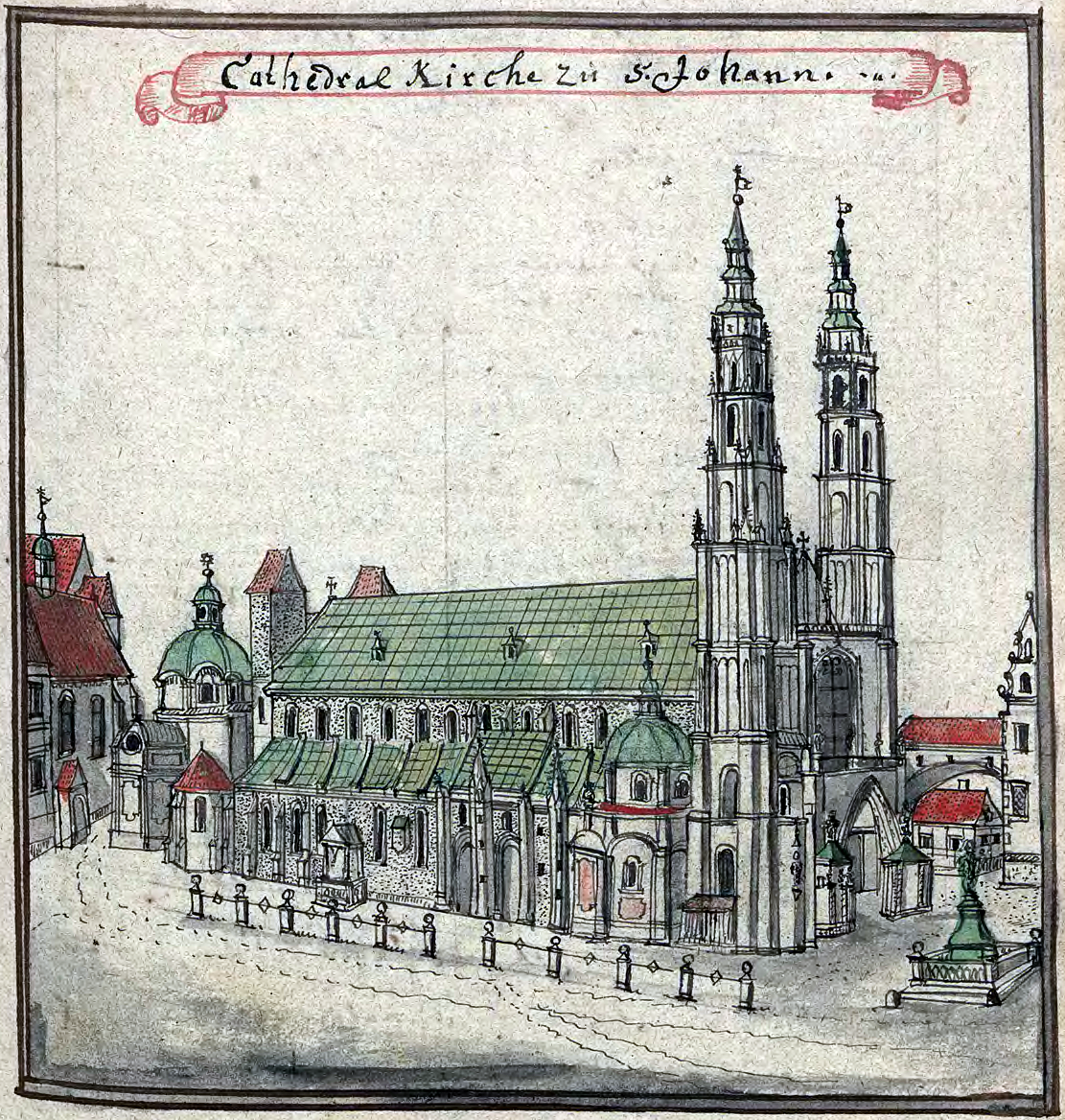
Veduta della cattedrale in una stampa del XVIII secolo.

Da scavi archeologici effettuati in questo luogo nel 1996-97, sono emerse le fondamenta della prima chiesa in laterizi della città, già presente nella metà del X secolo, presumibilmente eretta dalla dinastia boema dei Přemislidi, gli antichi governatori della città. La chiesa presentava una pianta a croce latina, transetto e abside per una lunghezza totale di circa 25 metri.
Dopo l'anno 1000, con la conquista della Slesia da parte dei Piast, polacchi, la città venne assunta a vescovado da Boleslao il Prode che ne ricavò il territorio dall'Arcidiocesi di Gniezno. Boleslao iniziò, nel 1004, anche a ricostruire l'edificio, destinato a divenire cattedrale. Aveva dimensioni maggiori (lunghezza di circa 33,5 metri) e forme di una Basilica romanica, a tre navate su pilastri, con volte, cripta e torri orientali. Il primo vescovo, Jan (Giovanni), dedicò la chiesa a san Giovanni Battista.
Tuttavia, con l'invasione del principe Bretislao I di Boemia nel 1038-39, questa chiesa venne distrutta. Il principe polacco Casimiro il Restauratore, intraprese subito, negli anni 1150-60, la costruzione di un nuovo, più grande edificio romanico, in pietra. Alla morte di Casimiro I, nel 1158, il cantiere venne ripreso e ingrandito dal vescovo Walter Malonne sulle forme della cattedrale di Płock e terminato dal vescovo successore, Żyrosław II, che la consacrò nel 1180.
Con l'invasione tartara della Polonia nel 1241, anche questa chiesa venne notevolmente danneggiata. Nel 1244 il vescovo Thomas inizia la ricostruzione di un nuovo edificio, l'odierno, ora secondo gli stilemi dell'architettura gotica e le influenze del gotico baltico. La ricostruzione, in laterizi, venne cominciata a partire dal coro, terminato nel 1272. Nel XIV secolo si procedette con la demolizione della navata romanica e la sua ricostruzione in stile gotico, la realizzazione delle cappelle laterali, della copertura delle torri occidentali e della cappella di Santa Maria, absidale, detta piccolo coro; rifatta fra il 1354 e il 1368 dal Maestro Pieszko. Nel 1419 l'edificio poté definirsi compiuto, tuttavia ampliamenti e rifacimenti si susseguirono per tutti i secoli a venire.
Infatti, nel 1517, il vescovo Jan V Thurzo, erige un nuovo portale per la sacrestia, con nella lunetta la Decapitazione del Battista, considerata la prima opera del Rinascimento in Slesia.

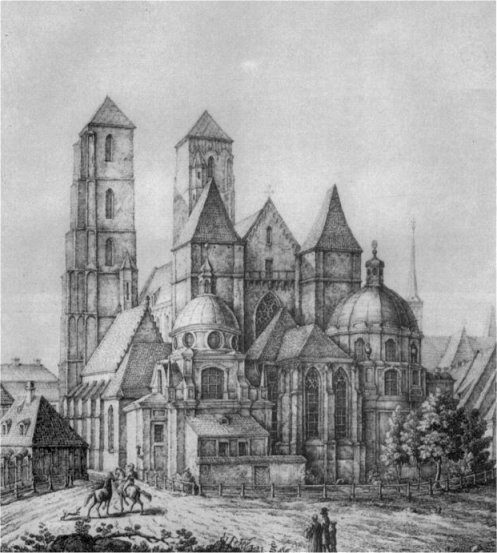
La cattedrale dopo l'incendio del 1759.

Il 19 giugno 1540 un grande incendio distrusse il tetto e la copertura del campanile nord. Quest'ultimo venne ricostruito 16 anni dopo in stile rinascimentale, e già rialzato negli anni 1568-80.
Nel 1633, durante la guerra dei Trent'anni, l'esercito imperiale nella battaglia con gli svedesi e l'esercito sassone, brucia la torre sud, la sacrestia e la parte meridionale del tetto della cattedrale. Nel 1672 si restaurarono i danni e il cardinale Federico d'Assia-Darmstadt, l'allora vescovo cittadino discendente del Sacro Romano Impero, approfittò per aggiungervi la barocca  cappella di Santa Elisabetta (o del Santissimo Sacramento) negli anni 1680-1700. Successivamente, tra il 1716 e il 1724, il vescovo Francesco Luigi del Palatinato-Neuburg fece erigere dal grande architetto austriaco Johann Bernhard Fischer von Erlach la celebre cappella degli Elettori (o del Corpus Domini).
Nel 1759 un altro incendio distrusse le guglie dei campanili, che vennero sostituite con semplici coperture a tenda.
Incendi, rifacimenti e restauri continuarono per i secoli a seguire fino a che durante la seconda guerra mondiale, quando Breslavia venne evacuata per esser trasformata in fortezza, i violenti combattimenti rovinarono la cattedrale al 70%.
I grandi lavori di ricostruzione-restauro iniziarono , sotto la direzione dell'architetto Marcin Bukowski, nel 1946 e durarono fino al 1951, quando il 29 luglio il primate di Polonia Stefan Wyszyński riconsacra la cattedrale.
Tuttavia negli anni successivi continuano i lavori e il riarredo dell'edificio, con mobili e opere d'arte provenienti da altre chiese andate distrutte. Le coperture delle torri, con le due affilatissime flèche, vennero realizzate solo nel 1991, e raggiungono oggi un'altezza di 97 metri.

## Descrizione

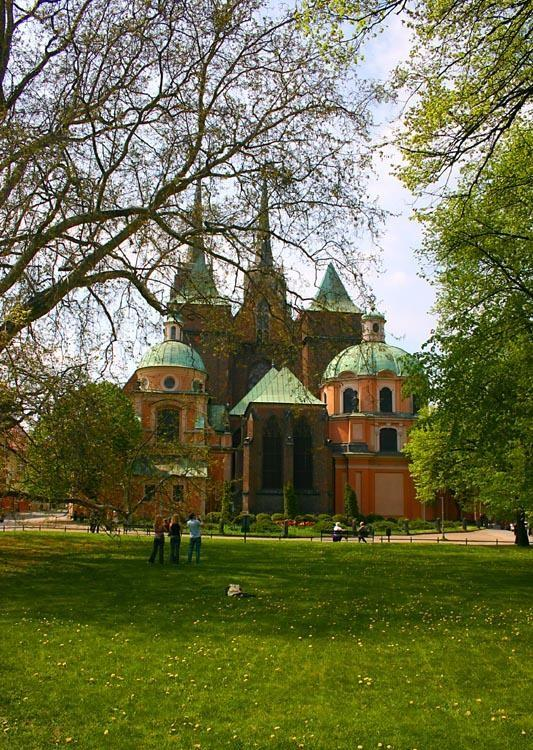
La parte absidale con le Cappelle Maggiori.

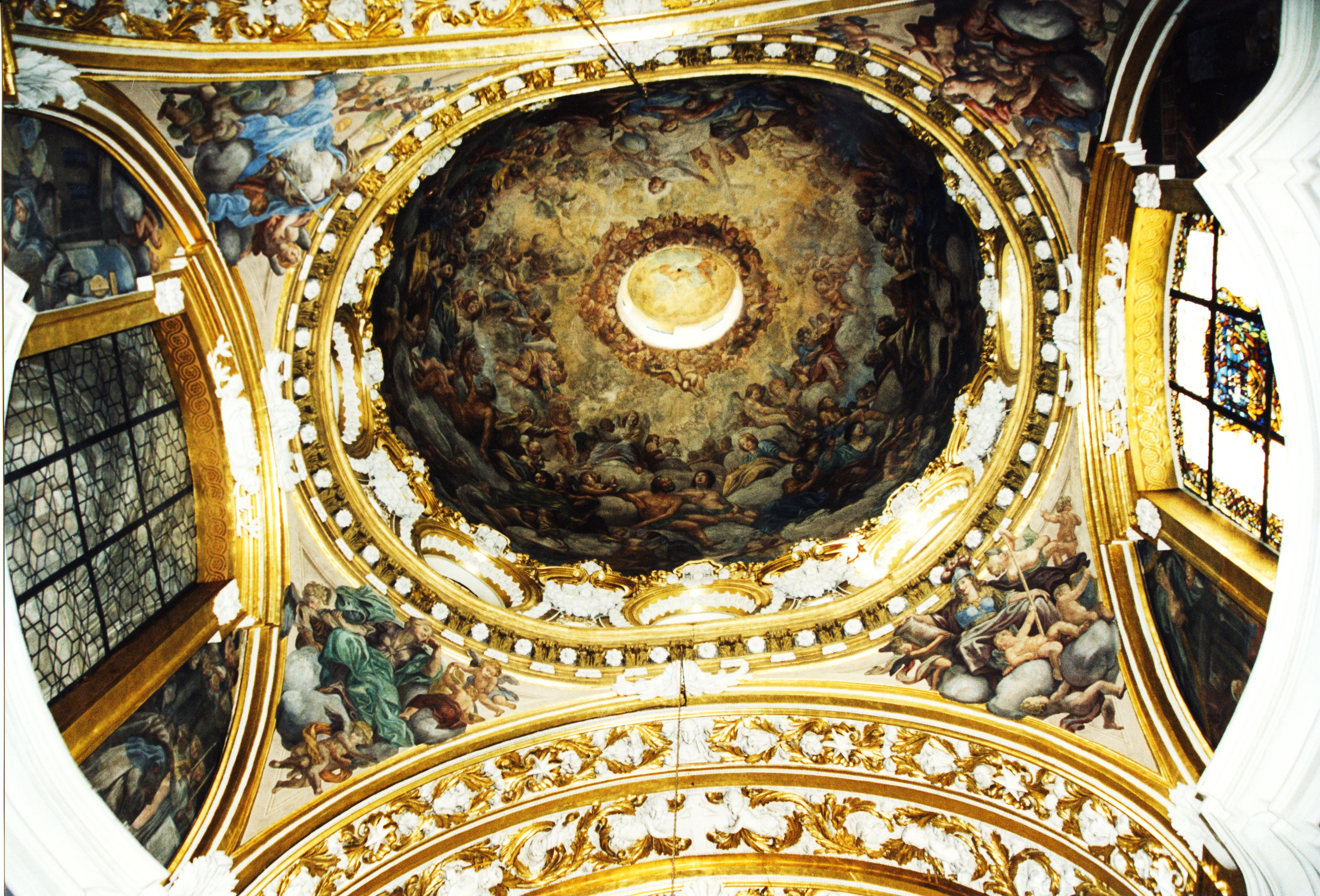
La barocca Cappella di Santa Elisabetta di Giacomo Scianzi.

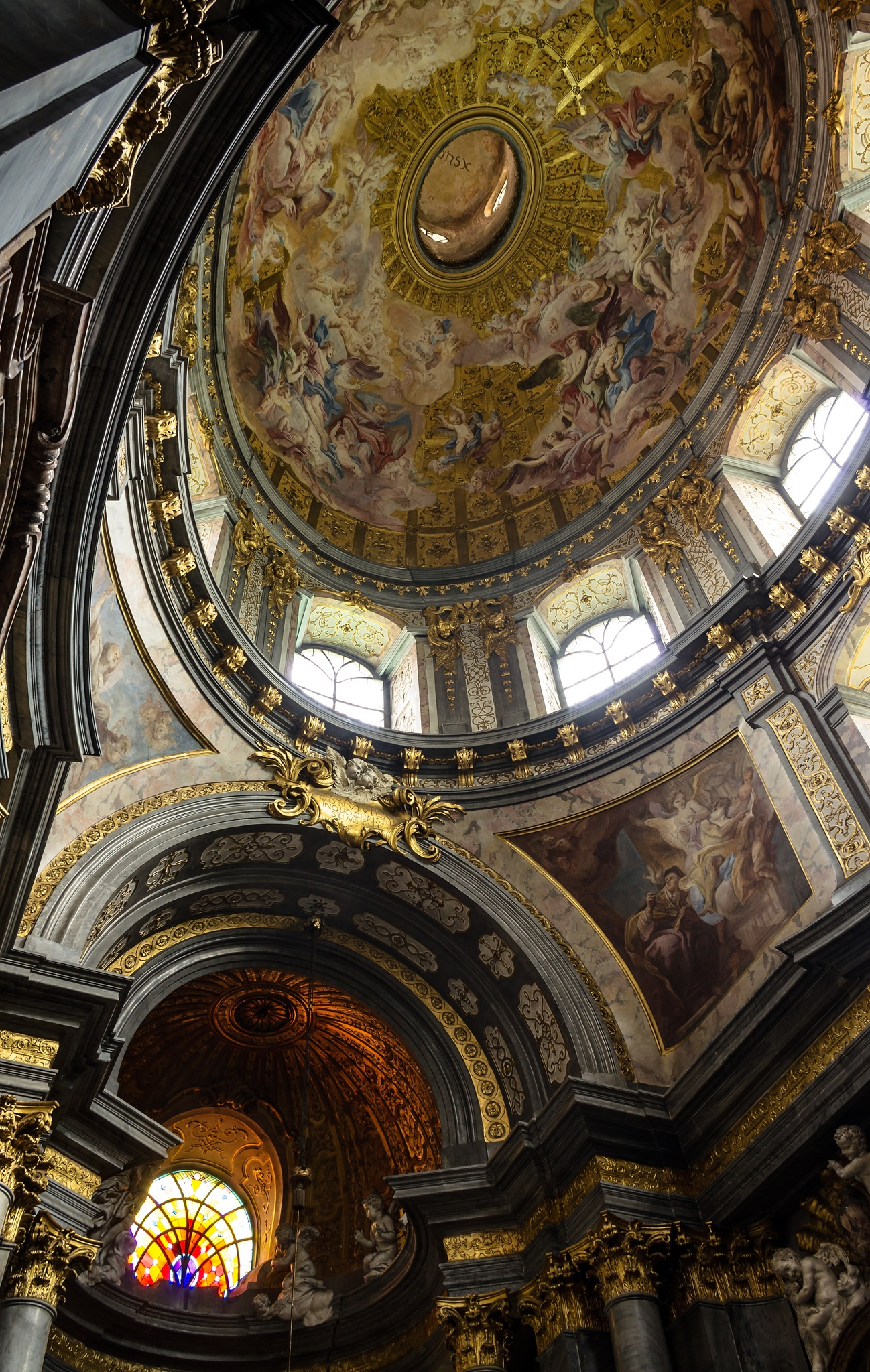
La Cappella degli Elettori, di Johann Bernhard Fischer von Erlach, 1716-24.

La cattedrale è un possente edificio gotico in laterizio con pianta basilicale, dal lungo piedicroce ad archi rampanti e altissimi tetti rivestiti da lastre di rame. Presenta due alti campanili quadrati sulla facciata principale e due torri più basse ai lati dell'abside, quest'ultima contornata da tre grandi cappelle. Nel lato nord dell'edificio si apre, preceduto da duplice portico, il cosiddetto Portale dell'Imperatore, del XV secolo; altro portale è sulla facciata principale.
L'interno è diviso in tre lunghe navate da una serie di archi ogivali; al di sopra corre un lungo fregio gotico in pietra che divide le arcate dalle grandi monofore gotiche nel livello superiore. Le coperture sono a volta, che si presentano lunettate nella navata centrale, e a crociera nelle navate laterali e nel presbiterio. La volta della navata centrale contrasta fortemente con il resto dell'edificio; venne rifatta dopo la Guerra in base ai progetti rinascimentali originali della sua ultima ricostruzione avvenuta nel 1540. Le vetrate dell'interno sono tutte opere post-belliche di artisti polacchi. Nella navata è il Pulpito degli Evangelisti, opera marmorea del 1722-23 di Jan Jerzy Urbański e Johann Adam Karinger.
Un pronunciato arcone divide il piedicroce dal profondo presbiterio, di pianta quadrata.  Nel tardo Medioevo uno jubé separava la navata dal presbiterio, forse a due piani; demolito alla fine del XVI secolo, o nel 1605. Nel presbiterio si conservano Stalli lignei raffiguranti Scene della Vita di San Norberto, realizzati nel 1662-65 da Franz Mots e Franz Zeller per la cittadina Chiesa di San Vincenzo, all'epoca retta dall'Ordine norbertino. Nella parete di fondo, fra i due archi ogivali che dividono il presbiterio dal deambulatorio, è l'altar maggiore, con paliotto e tabernacolo in argento massiccio e sormontato dal prezioso polittico della Dormizione di Maria, del 1522, della bottega di Veit Stoss e proveniente dalla Chiesa di Nostra-Signora di Lubin. Il presbiterio è circondato dal deambulatorio sul quale si aprono le grandi cappelle maggiori e la sacrestia dal portale rinascimentale del 1517 recante il bassorilievo della Decapitazione del Battista.

### Cappella di Nostra Signora
È la cappella absidale, creata sull'asse centrale della chiesa, dietro al presbiterio, e proprio per la sua forma e collocazione venne subito chiamata Piccolo Coro. Venne eretta, in stile gotico, dall'architetto Pieszko tra il 1354 e il 1365 per volere del vescovo Przecław. Si presenta a navata unica con belle volte stellari, separata dal deambulatorio da due archi ogivali binati. Ospita le tombe del vescovo fondatore e del vescovo Jan IV Roth, quest'ultima eseguita tra il 1496 e il 1503 dal grande scultore norimberghese Peter Vischer il Vecchio.

### Cappella di Santa Elisabetta
A destra della cappella absidale si apre la fastosa Cappella di Santa Elisabetta. Grandiosa opera barocca venne eretta fra il 1680 e il 1686 per volere del cardinale Federico d'Assia-Darmstadt, allora vescovo di Breslavia, che la commissionò all'architetto italiano Giacomo Scianzi. Voltata da una cupola con lanterna, presenta affreschi dello stesso Scianzi e sculture di Domenico Guidi. Raffigurano Scene della vita di Santa Elisabetta. Vi si conserva, sul lato nord, la monumentale tomba del committente, con la statua del cardinale di Ercole Ferrata; nel lato sud è l'altare con la statua di Santa Elisabetta, del Guidi. Nel lato est si apre la sua propria sagrestia.

### Cappella degli Elettori
A sinistra della cappella absidale si apre la grandiosa Cappella degli Elettori, detta anche del Corpus Domini. Capolavoro barocco, venne eretta fra il 1716 e il 1724 dal grande architetto viennese Johann Bernhard Fischer von Erlach, per volere del vescovo Francesco Luigi del Palatinato-Neuburg che voleva farne il suo mausoleo. Il cardinale era anche vescovo di Treviri e Magonza, e Principe elettore del Sacro Romano Impero, da cui il nome della cappella. Si incentra sulla splendida cupola ellittica con lanterna e alto tamburo. L'esuberante decorazione a fresco si deve a Carlo Carlone, che nel 1720 vi dipinse la Gloria angelica nella cupola e gli Evangelisti e Padri della Chiesa nei pennacchi. Gli stucchi sono del ticinese Santino Bussi; le tele Ultima Cena e Offerta di Melchisedec sono opere dell'anversese Franz Jan de Backer; le sculture allegoriche e degli Angeli e quelle sull'altare: gruppo di Mosé, Aronne e l'Arca dell'Alleanza sono di Ferdinand Maximilian Brokoff, già autore delle splendide sculture dell'Abbazia di Krzeszów.

### Cappella del Salvatore
Nella navata sud si apre la barocca Cappella del Salvatore, commissionata nel 1671-72 dal canonico di origini italiane Giovanni Giacomo Brunetti all'architetto comasco Carlo Rossi. Si tratta di una cappella di medie dimensioni coperta da una cupola, con lanterna, innestata direttamente sui pennacchi, senza tamburo. La decorazione a stucco venne eseguita da Domenico Antonio Rossi. All'interno sono conservati gli epitaffi del fondatore e suo fratello, il cardinale Giovanni Brunnetti, vescovo di Breslavia negli anni 1693-1703.

## Opere d'arte
- Portale della Sacrestia con nella lunetta il bassorilievo della Decapitazione del Battista del 1517, ritenuta la prima opera rinascimentale della Slesia.
- Stalli lignei del Coro con le Scene della Vita di San Norberto, realizzati nel 1662-65 da Franz Mots e Franz Zeller per la cittadina chiesa di San Vincenzo, all'epoca retta dall'Ordine norbertino.
- Polittico della Dormizione di Maria, sull'altar maggiore, eseguito nel 1522 dalla bottega di Veit Stoss e proveniente dalla Chiesa di Nostra-Signora di Lubin.
- Rilievo del Martirio di San Vincenzo di Saragozza, nel presbiterio, opera cinquecentesca di Adriaen de Vries.
- Tomba del Cardinale Federico d'Assia-Darmstadt, monumentale opera di Ercole Ferrata e Domenico Guidi, 1680-86.
- Cenotafio del vescovo Jan V Thurzo nella Cappella di San Giovanni Battista, opera rinascimentale del 1537.
- Pulpito degli Evangelisti, nella navata centrale, opera marmorea del 1722-23 di Jan Jerzy Urbański e Johann Adam Karinger.

## Galleria d'immagini

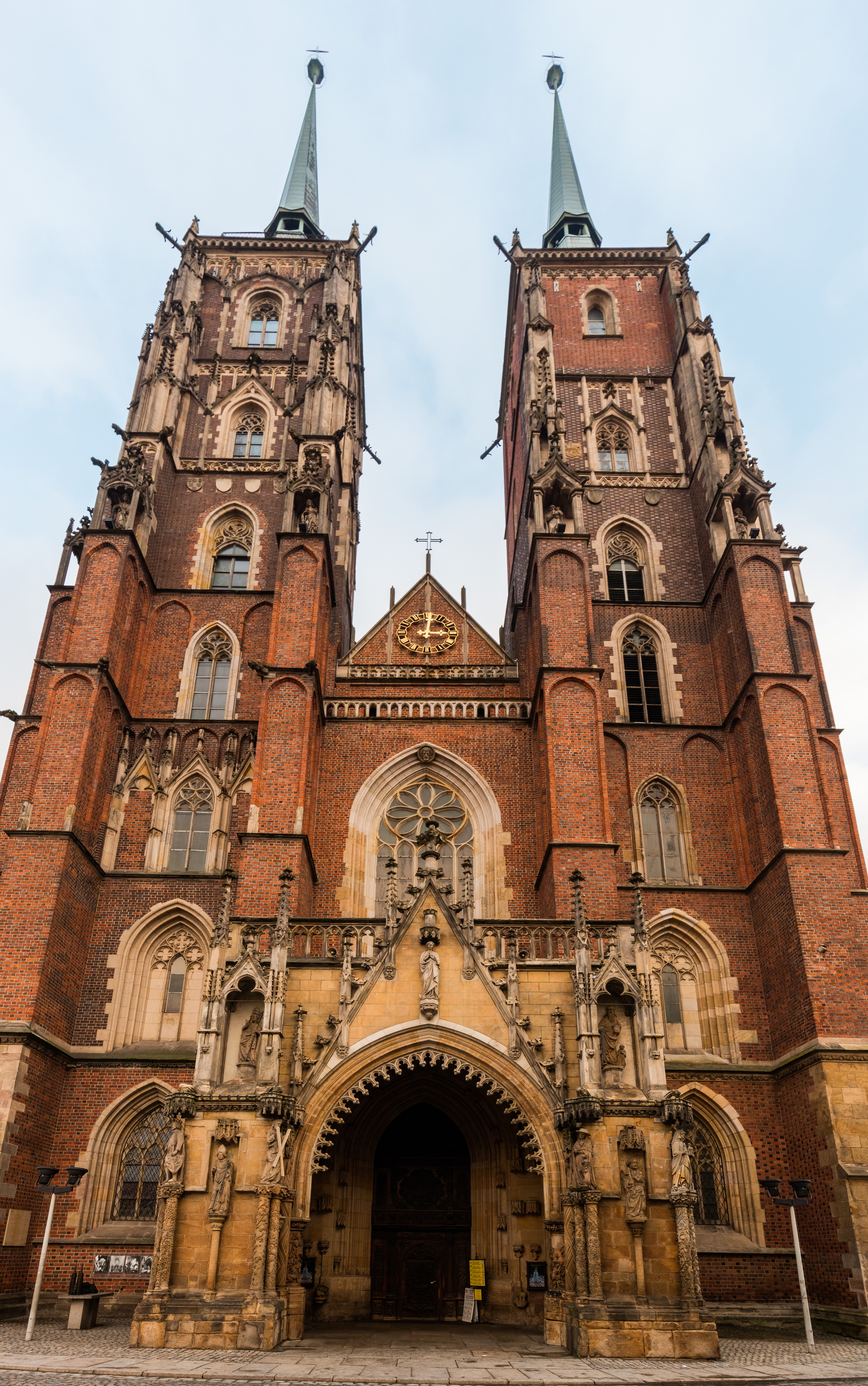
La facciata principale.
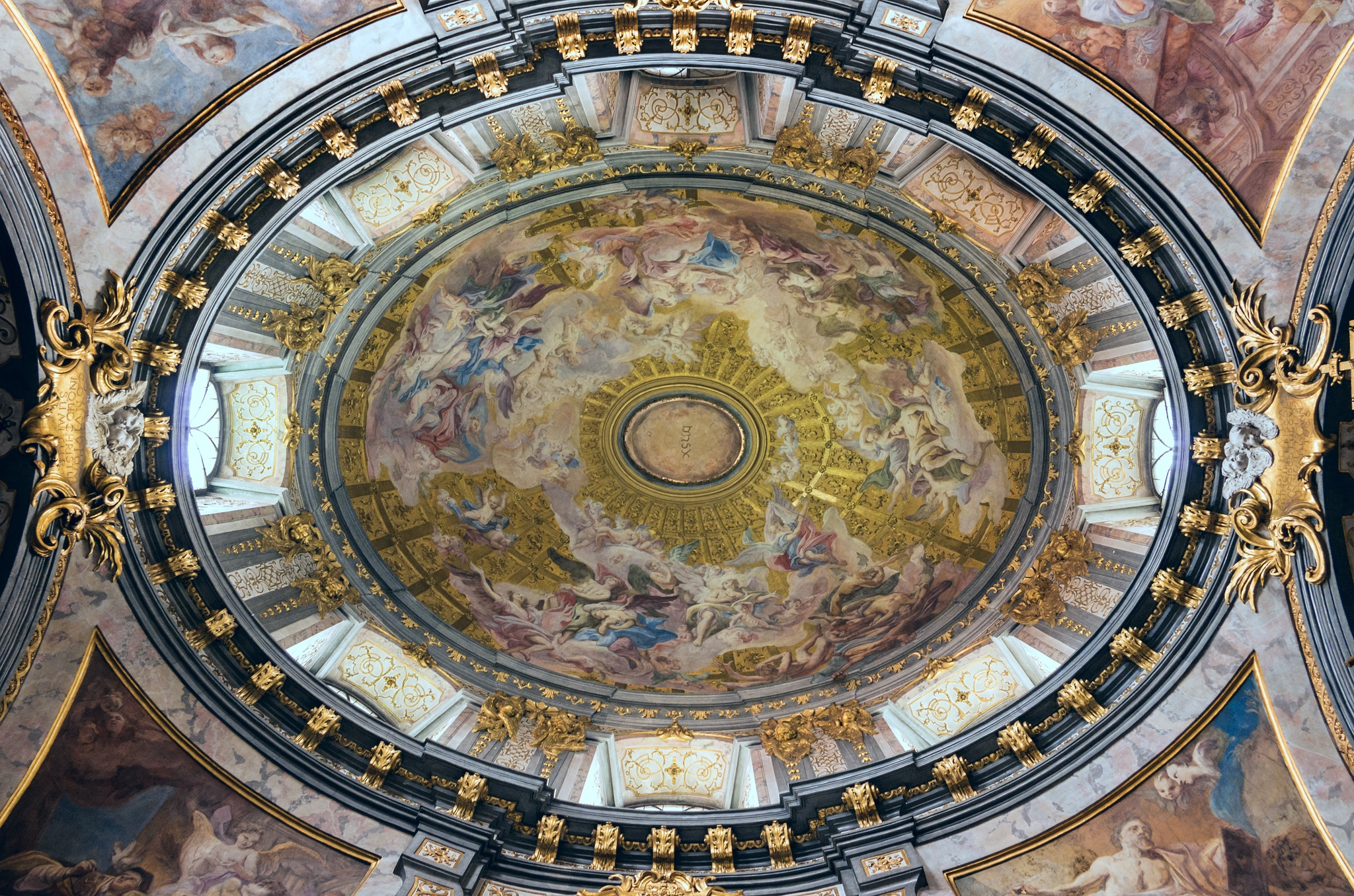
La cupola ellittica della Cappella degli Elettori  di Johann Bernhard Fischer von Erlach.
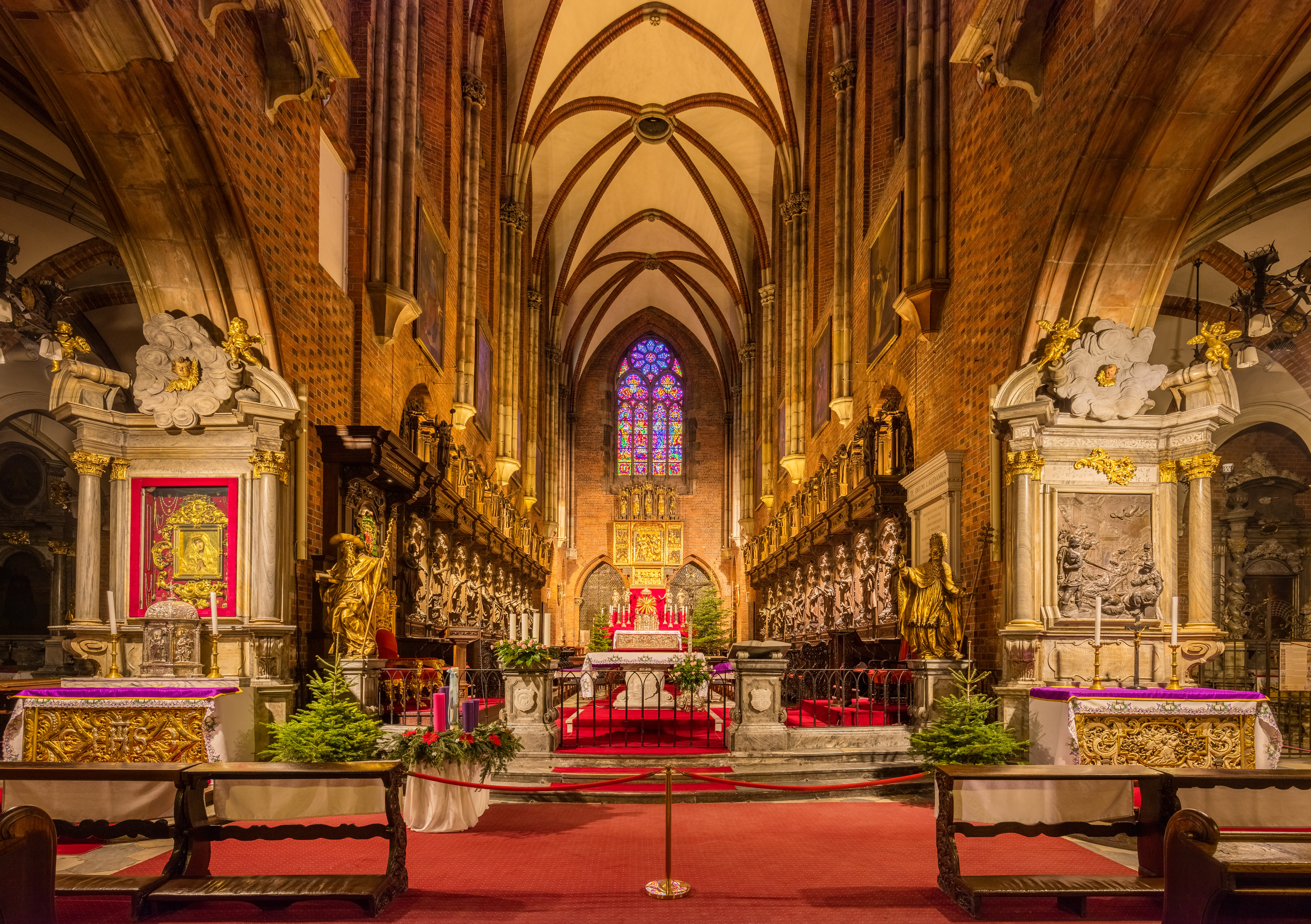
L'interno.
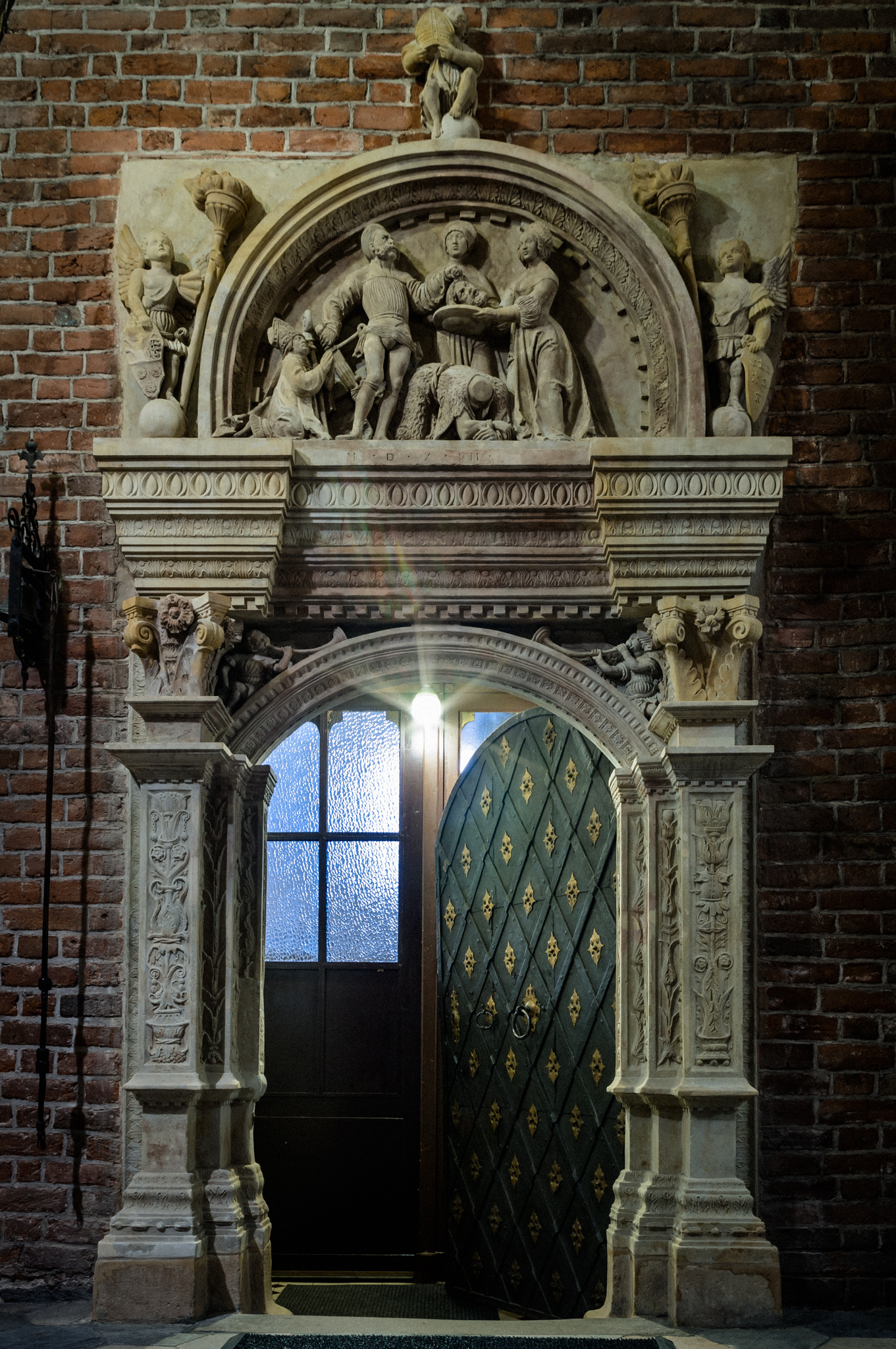
Portale della sacrestia con la Decapitazione del Battista.
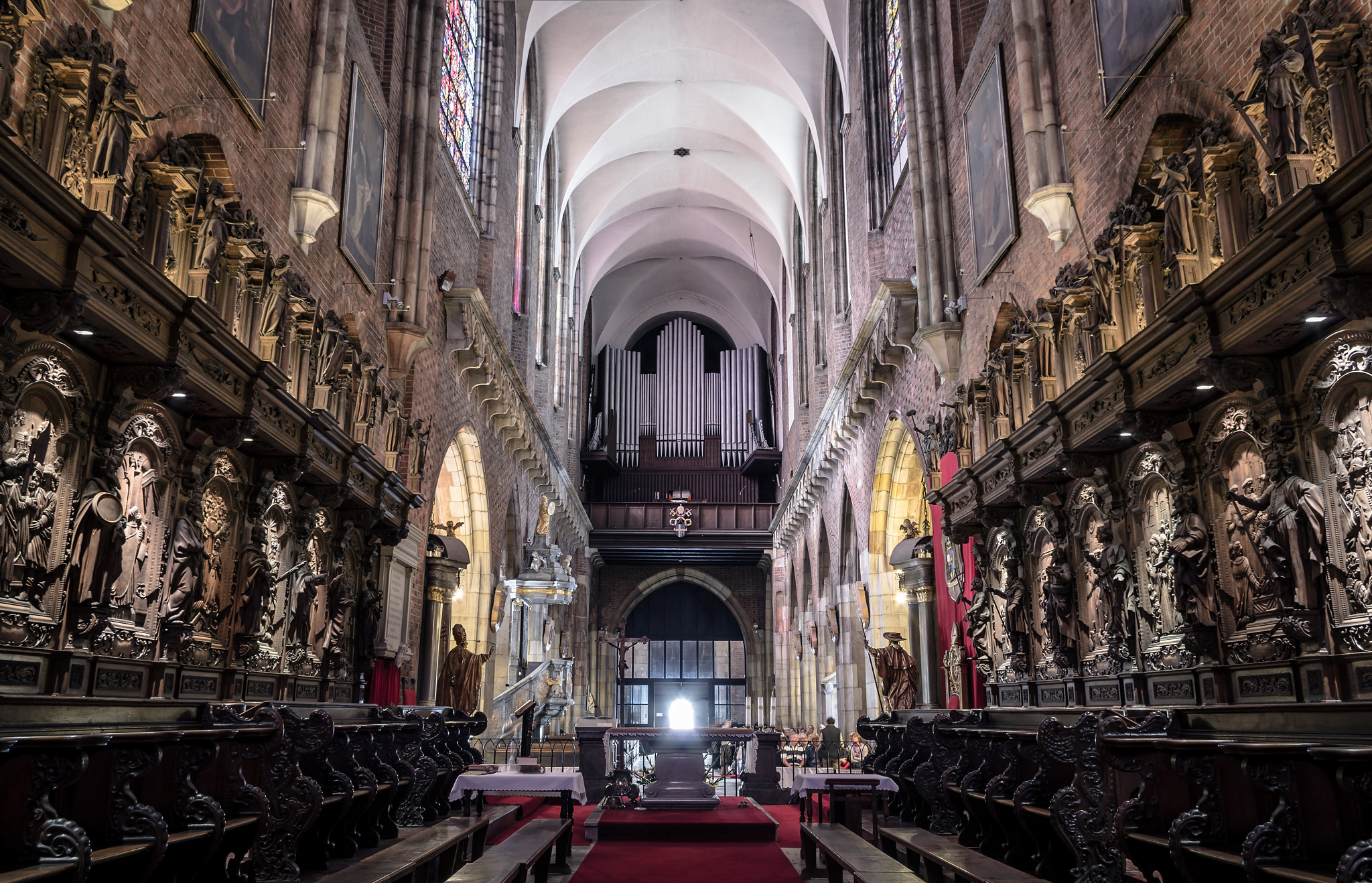
Gli Stalli barocchi del Coro, 1662-65.
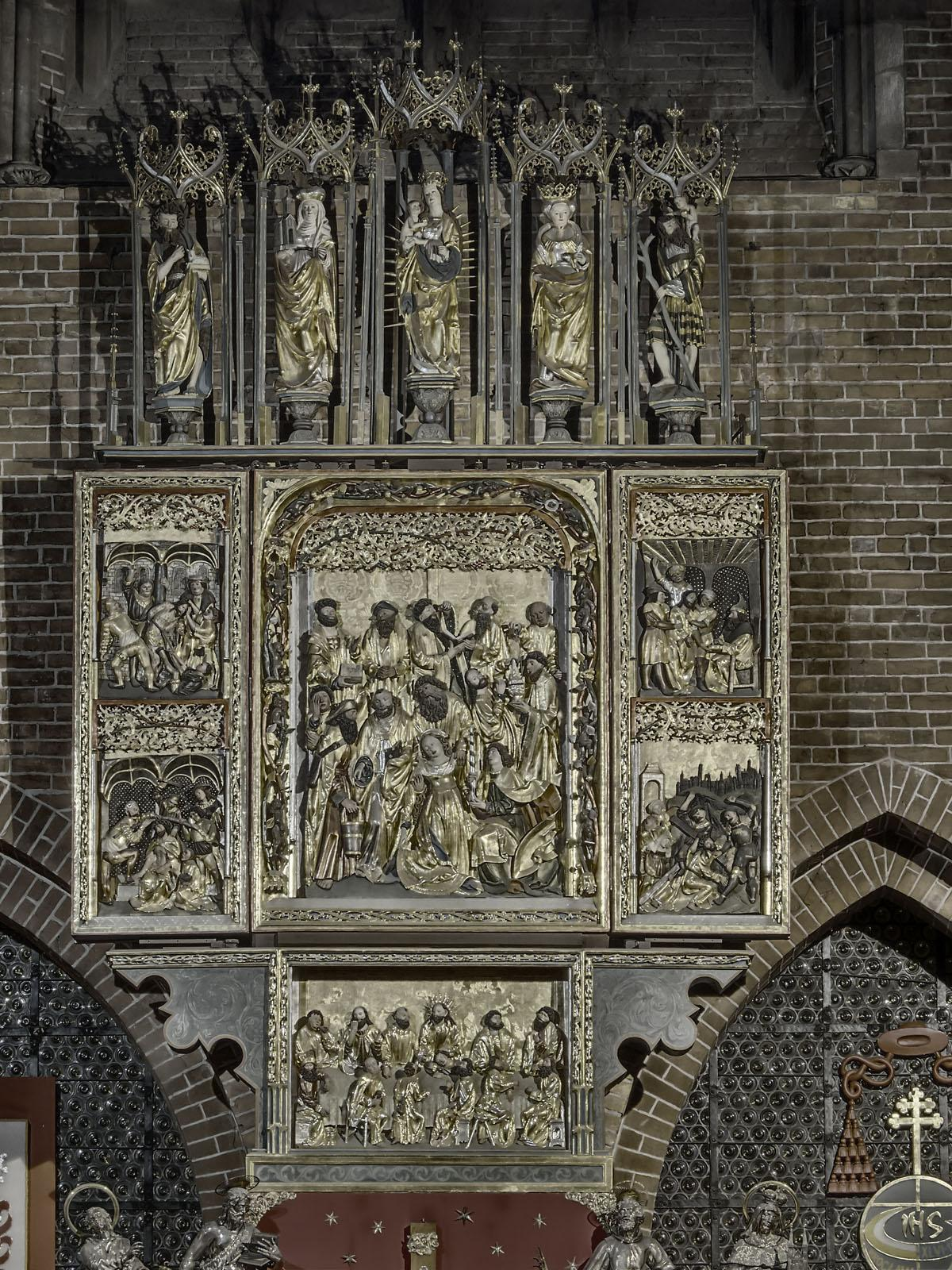
Il polittico della Dormizione di Maria, della bottega di Veit Stoss, 1522.
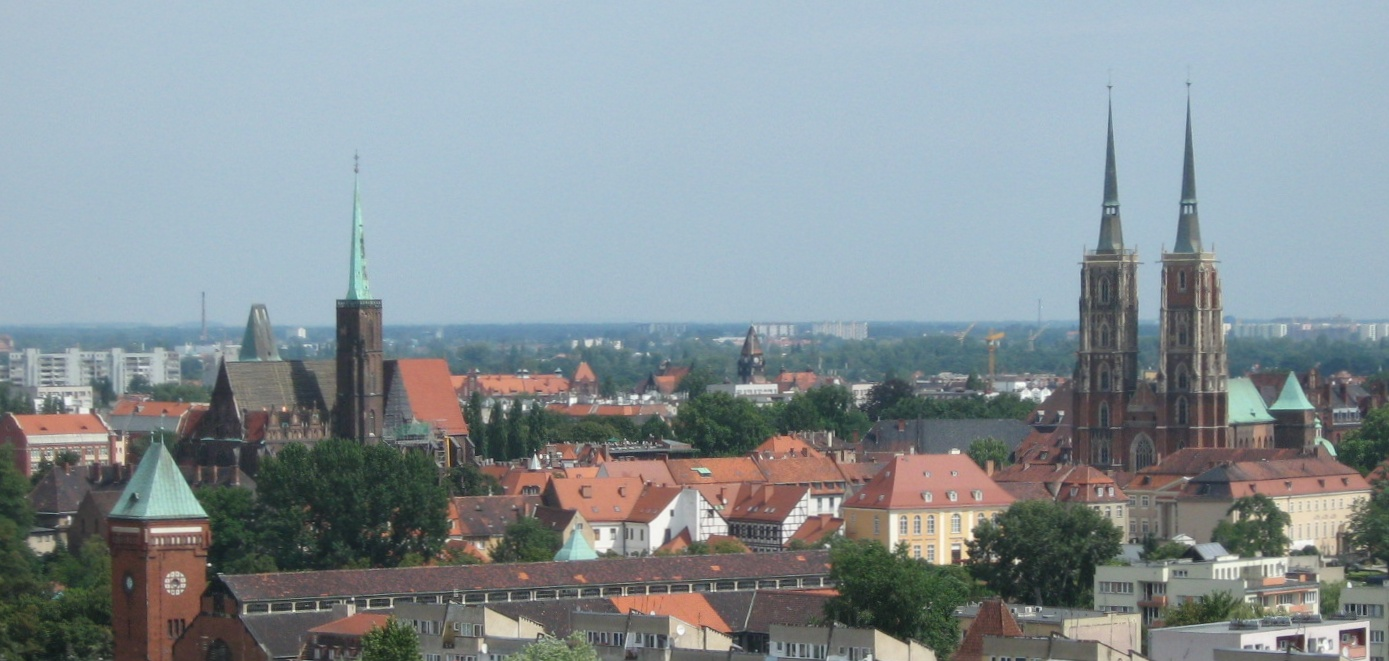
La cattedrale nel profilo cittadino.
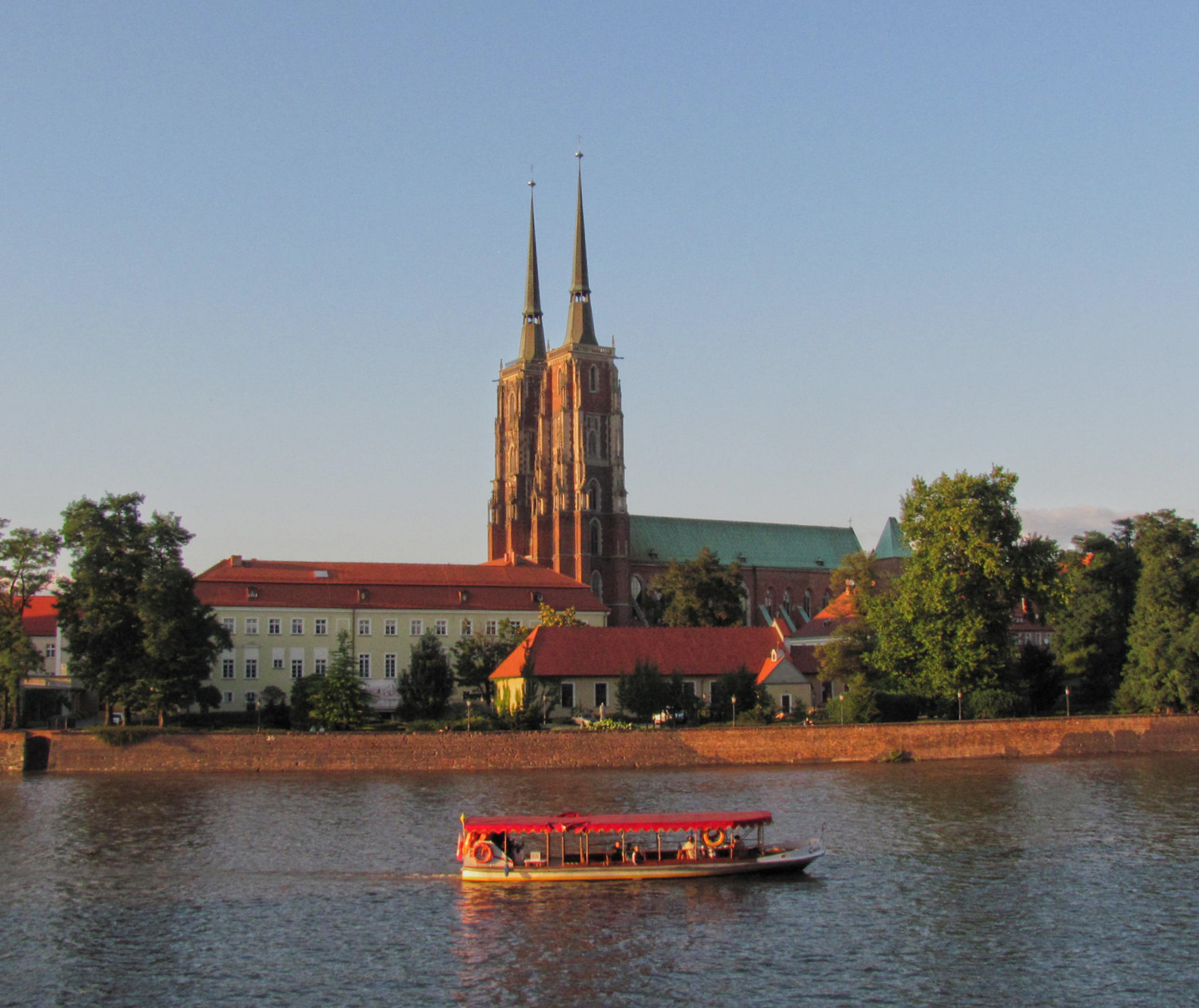
La cattedrale vista dall'Oder.
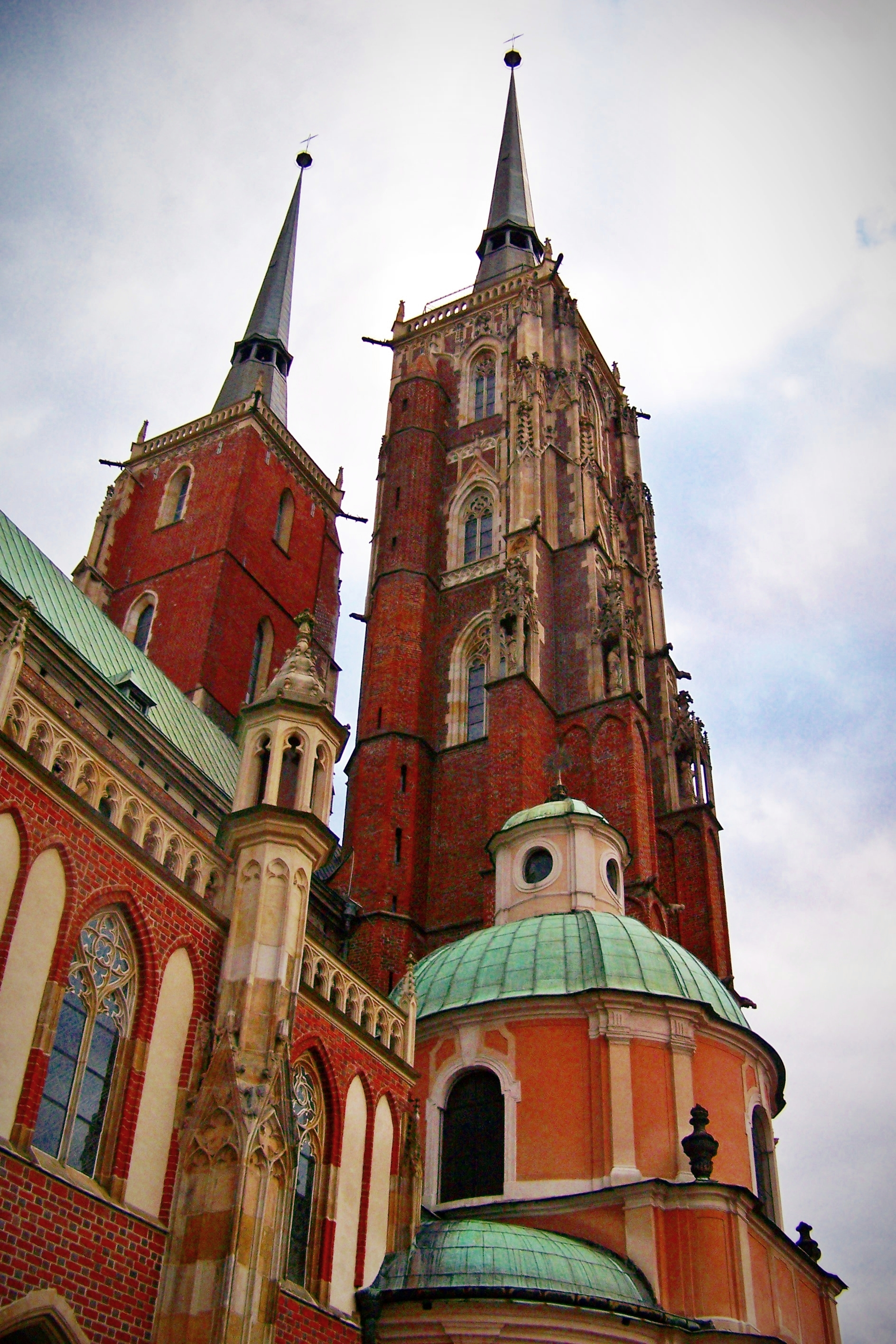
veduta con le torri di 97 m.
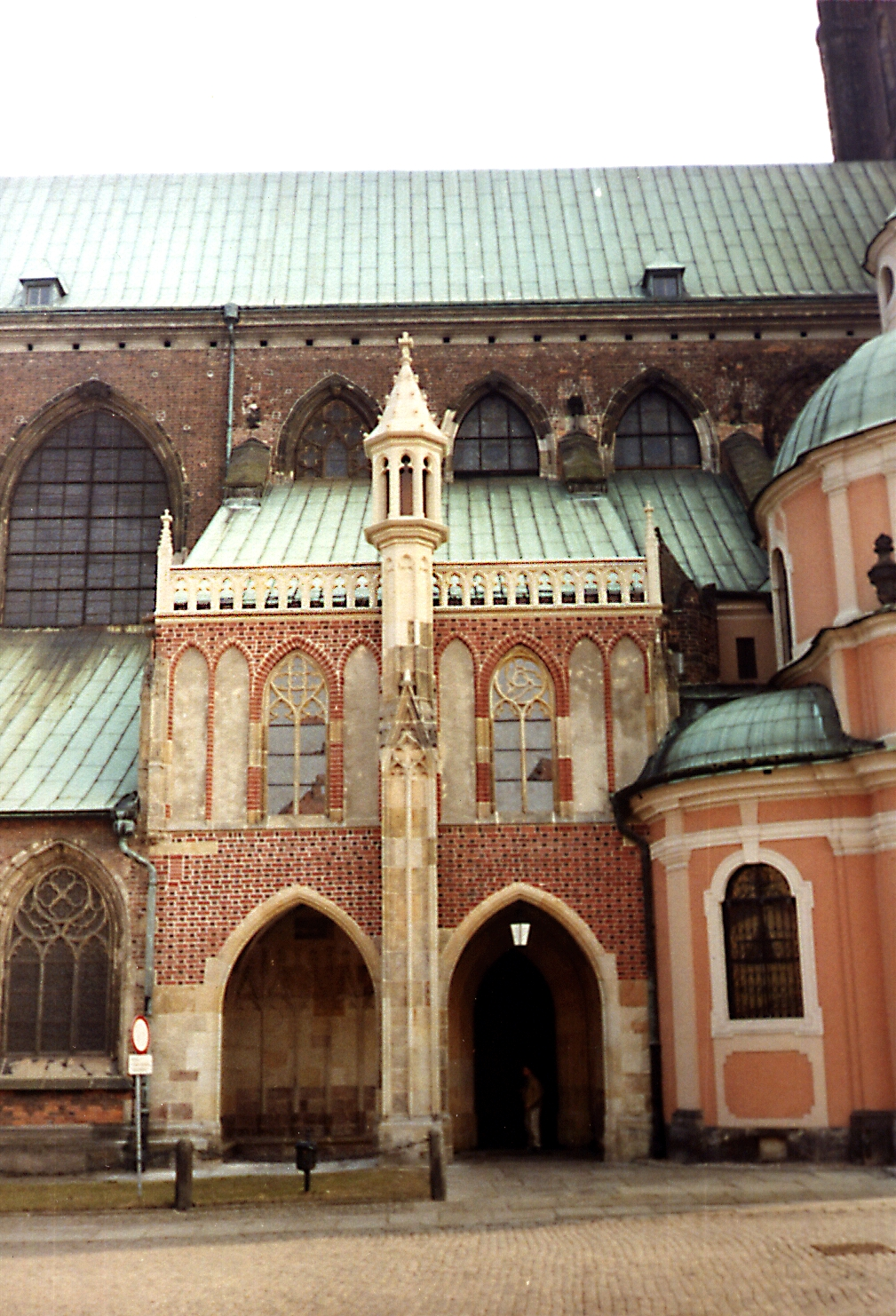
Il Portale dell'Imperatore, XV secolo.
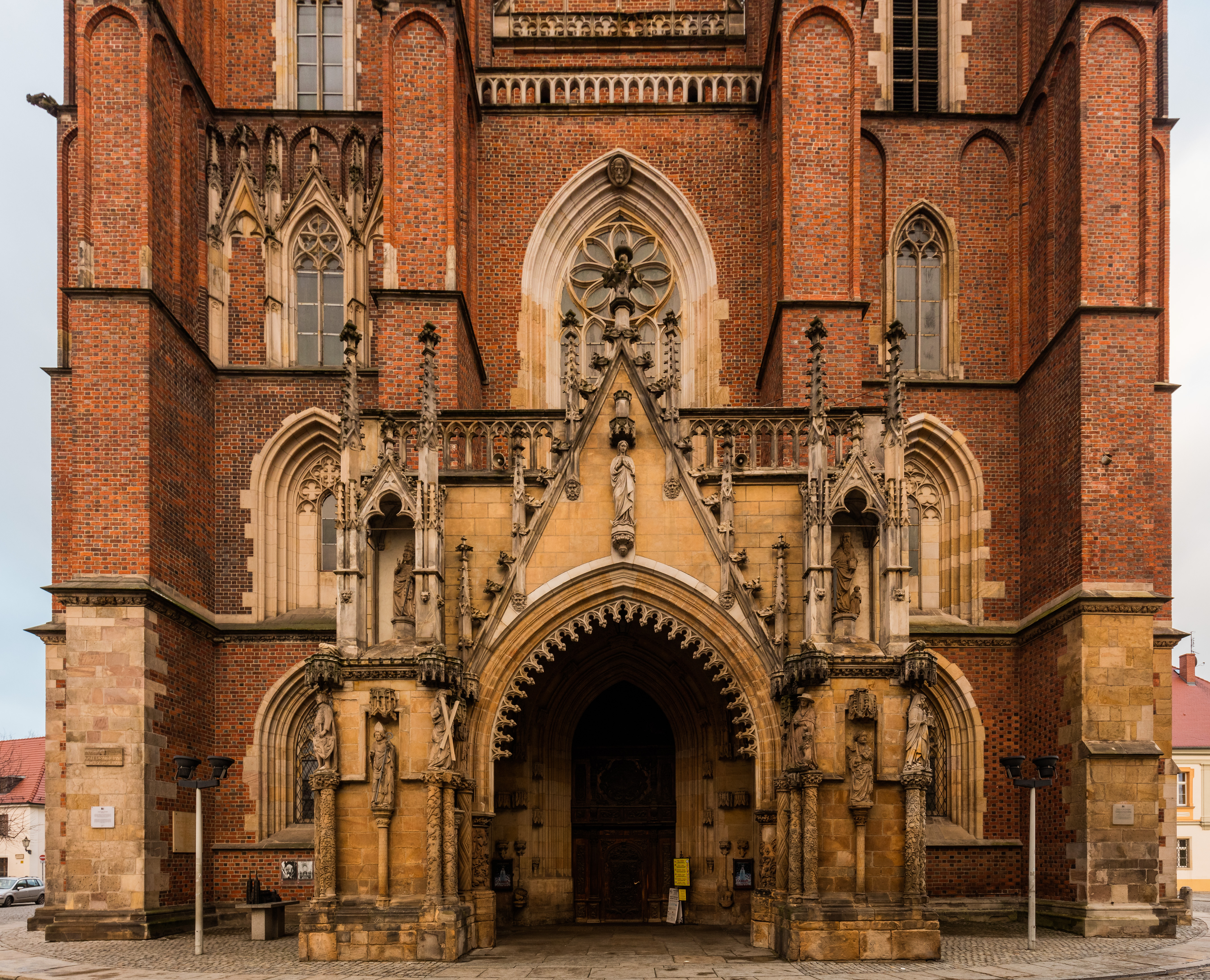
Il Portale principale.
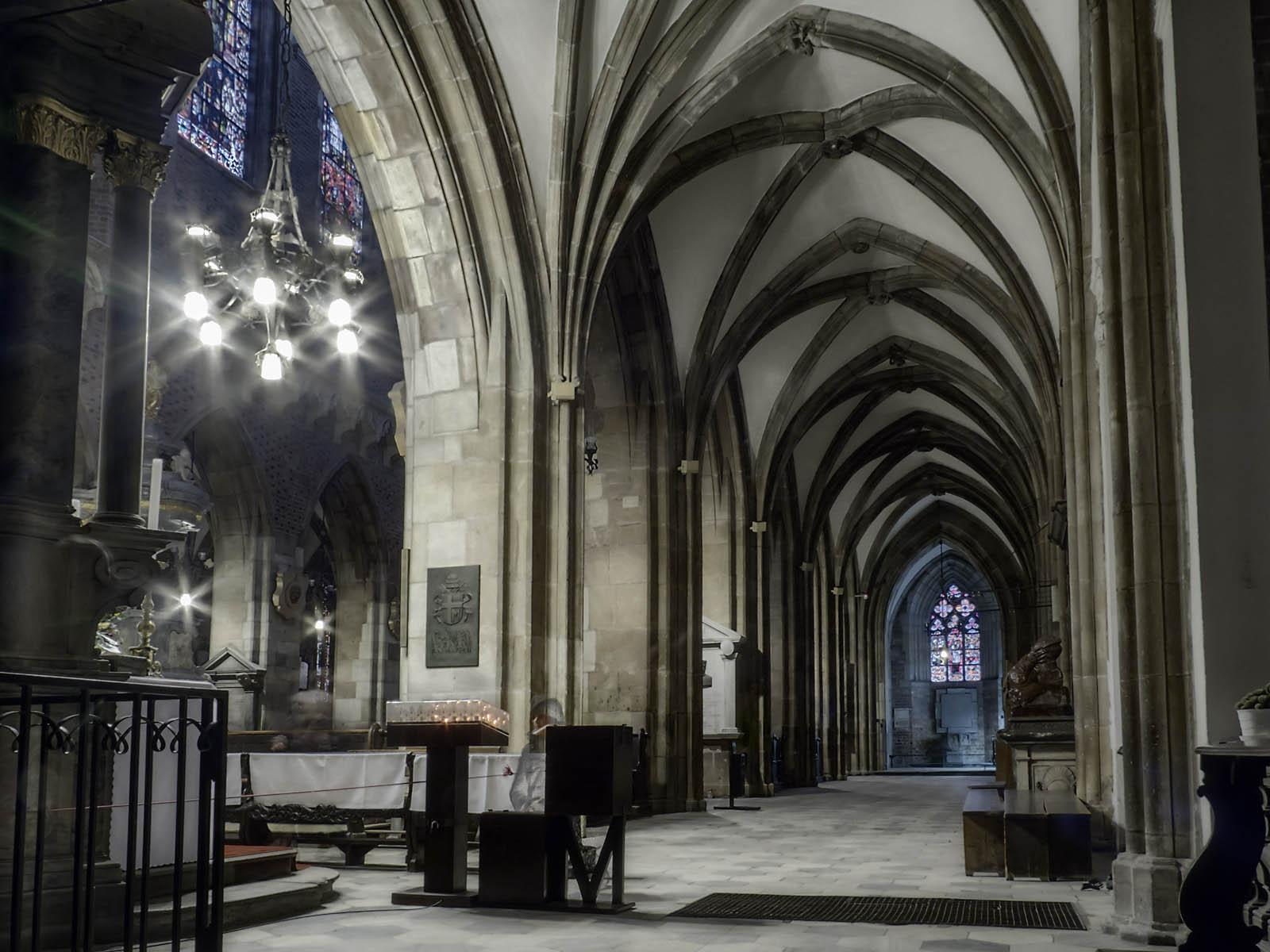
Veduta dell'interno.
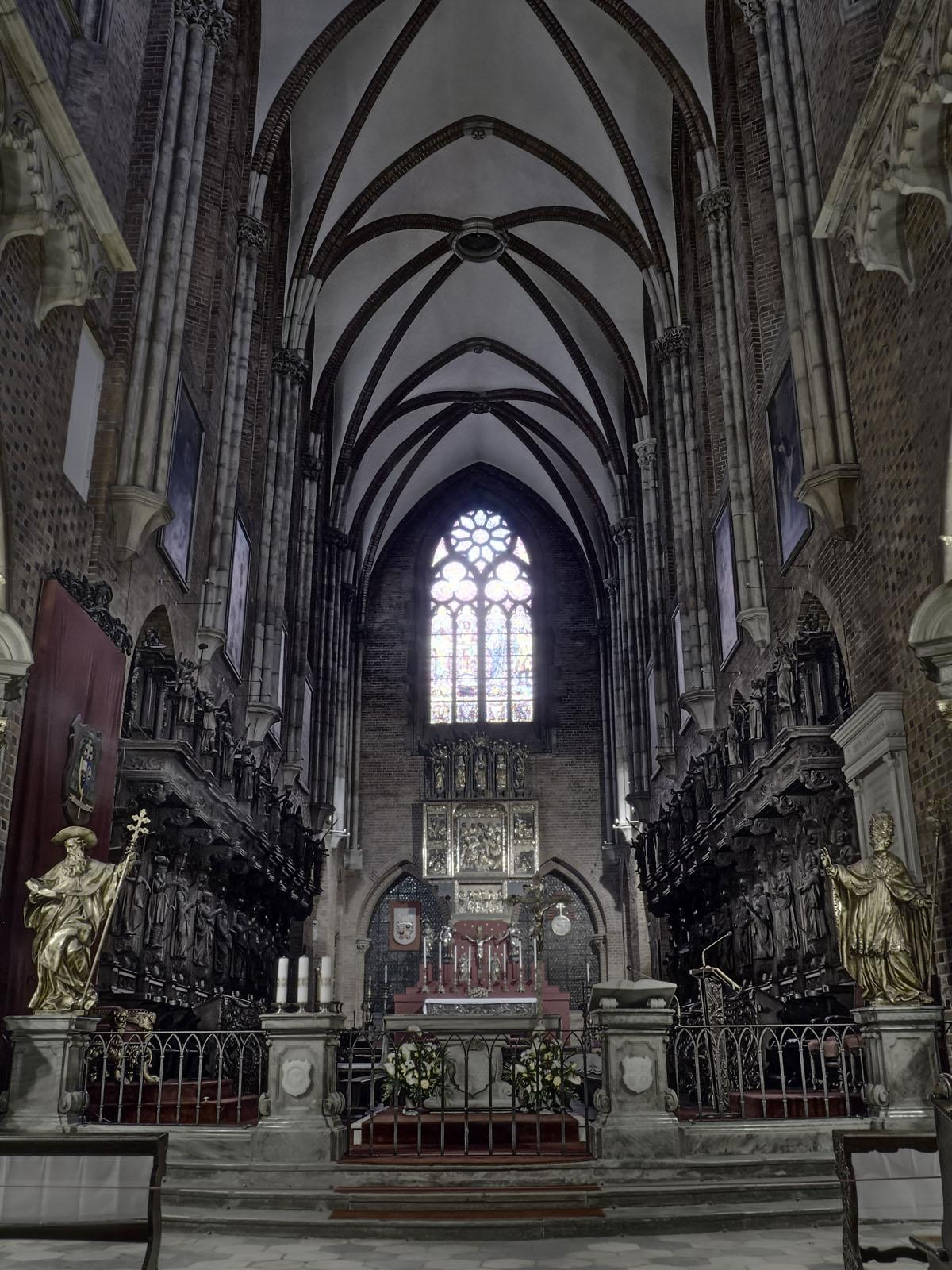
Il presbiterio.
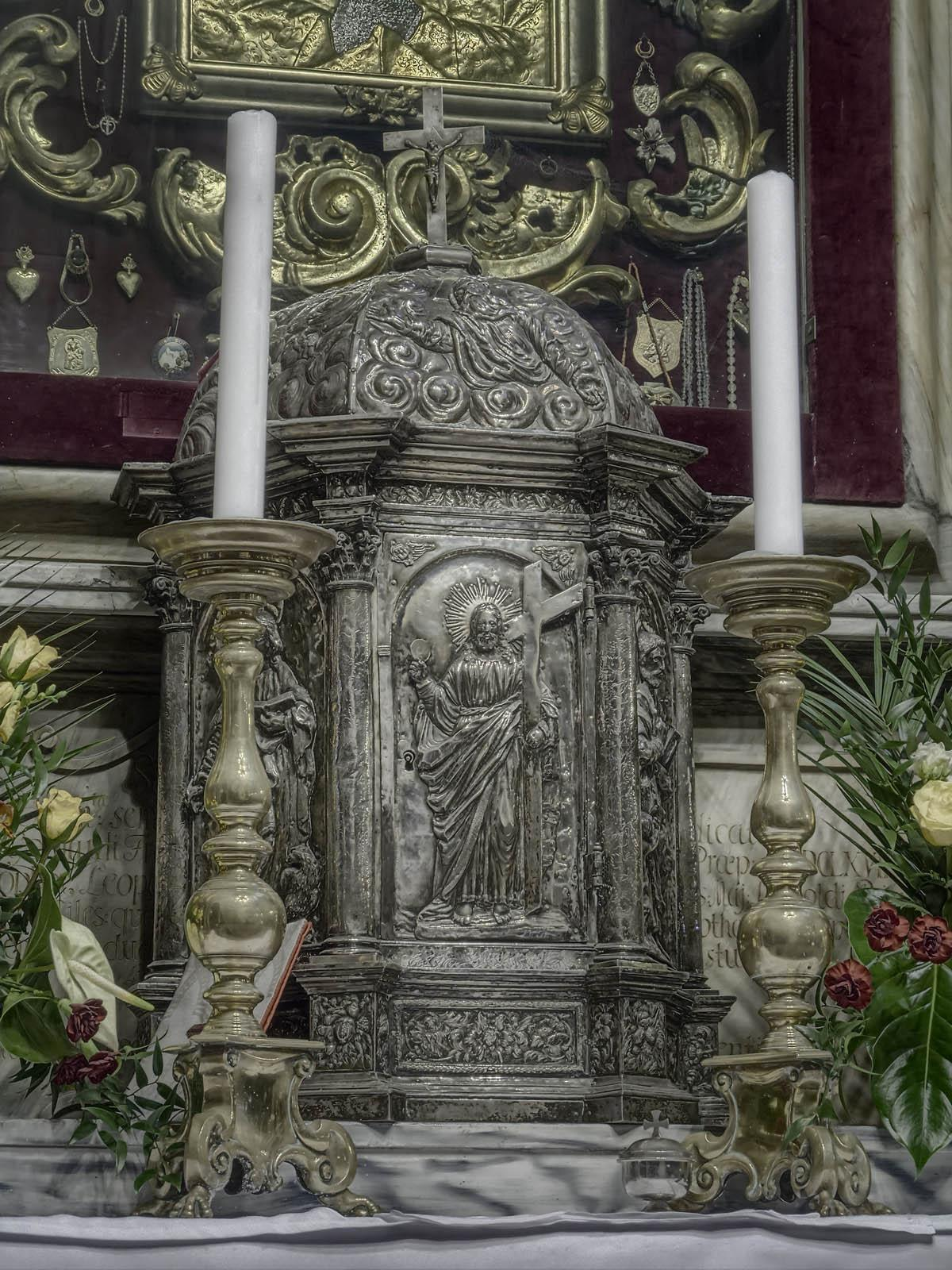
Il tabernacolo in argento dell'Altar maggiore.
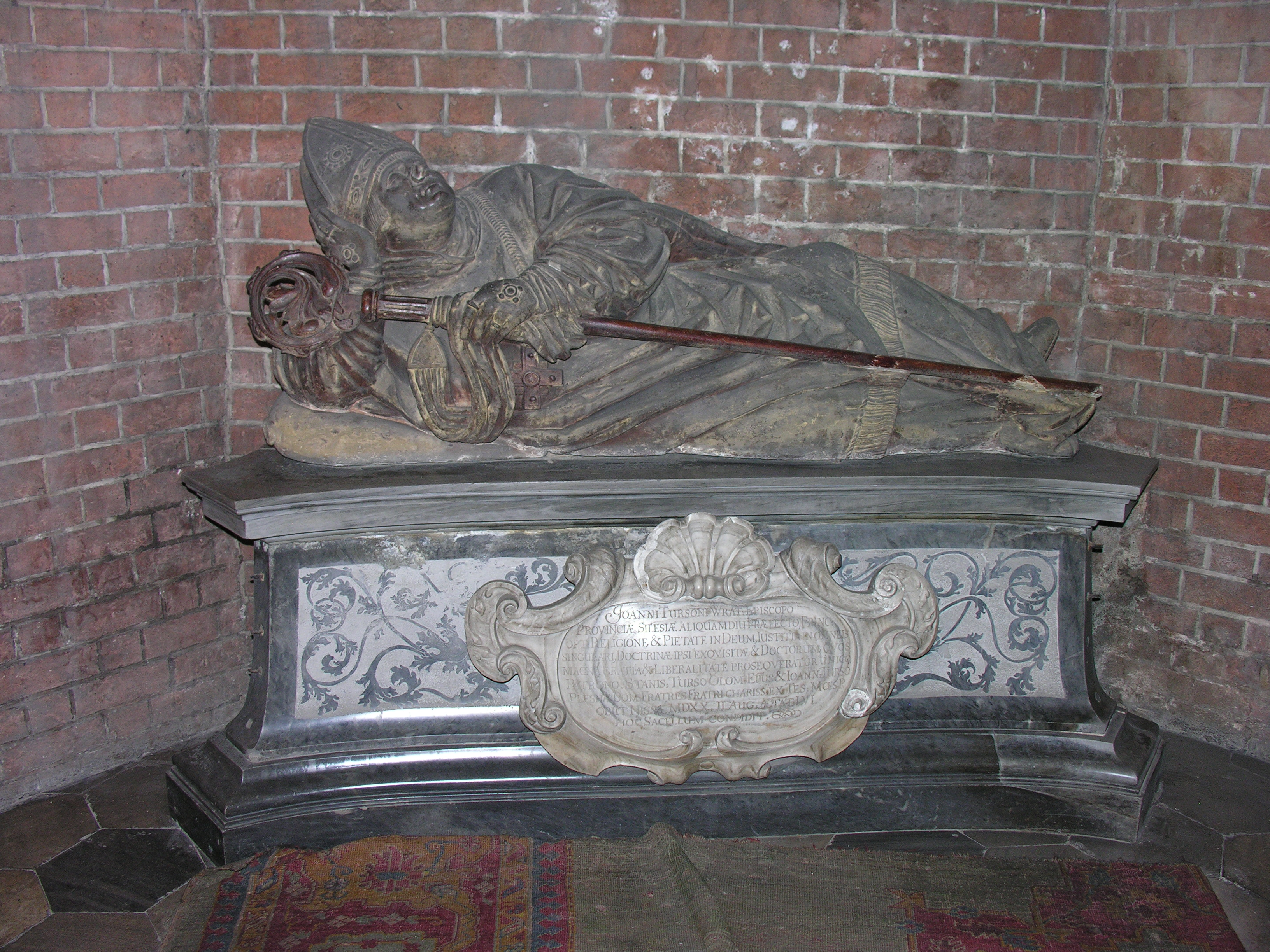
Cenotafio del vescovo Jan V Thurzo, 1537.
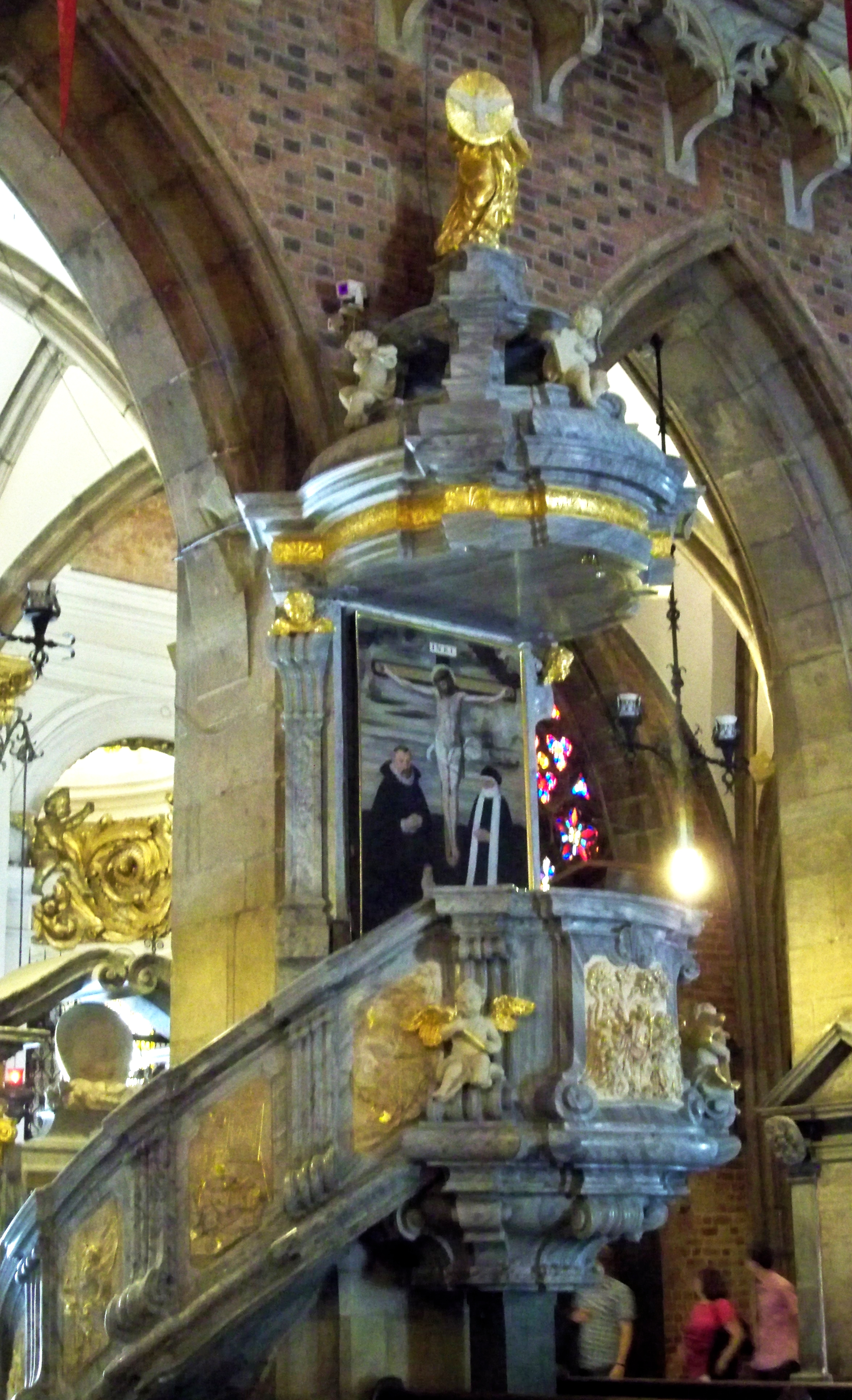
Il Pulpito degli Evangelisti, 1722-23.
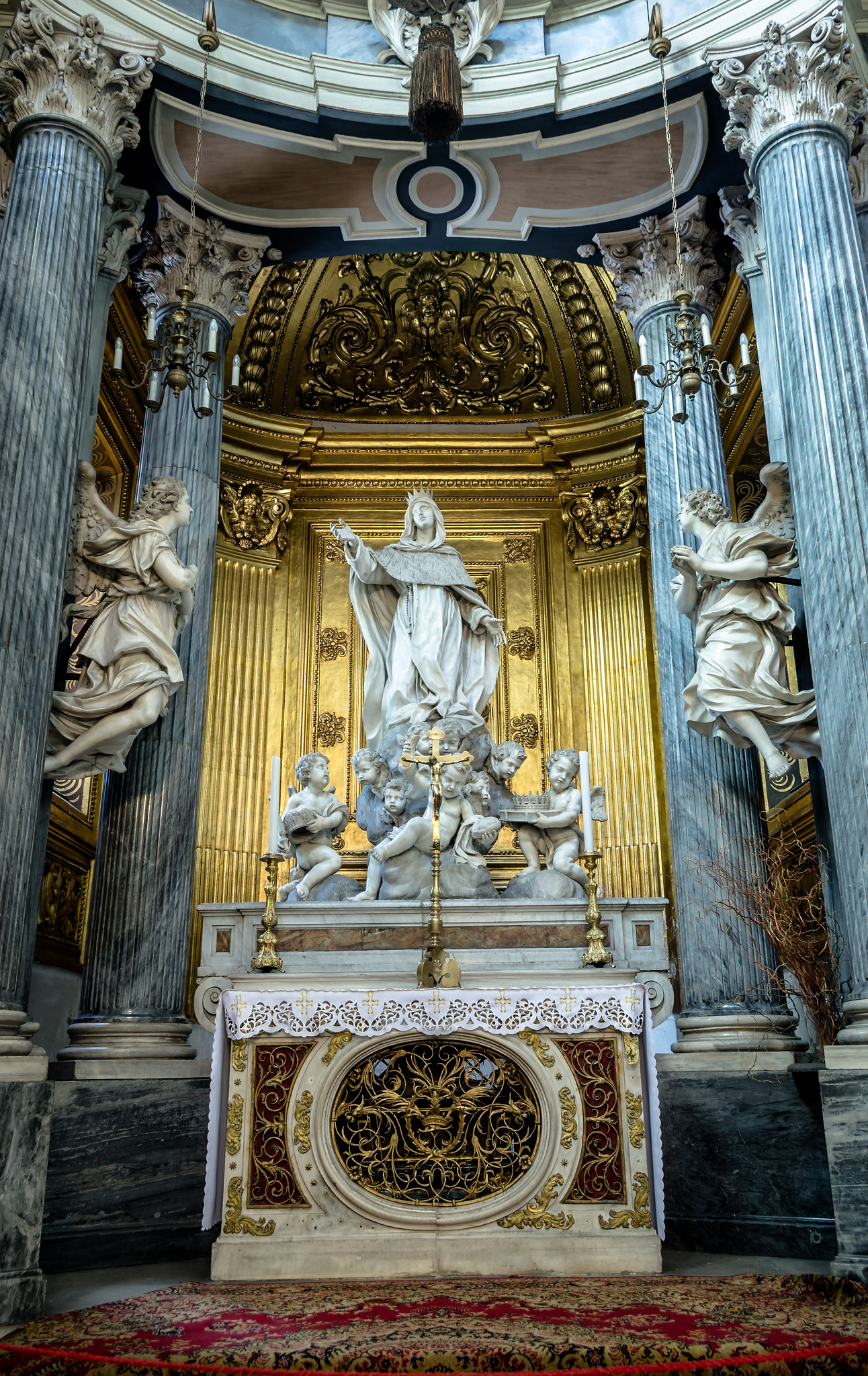
Altare di Santa Elisabetta, Domenico Guidi, 1680-86.
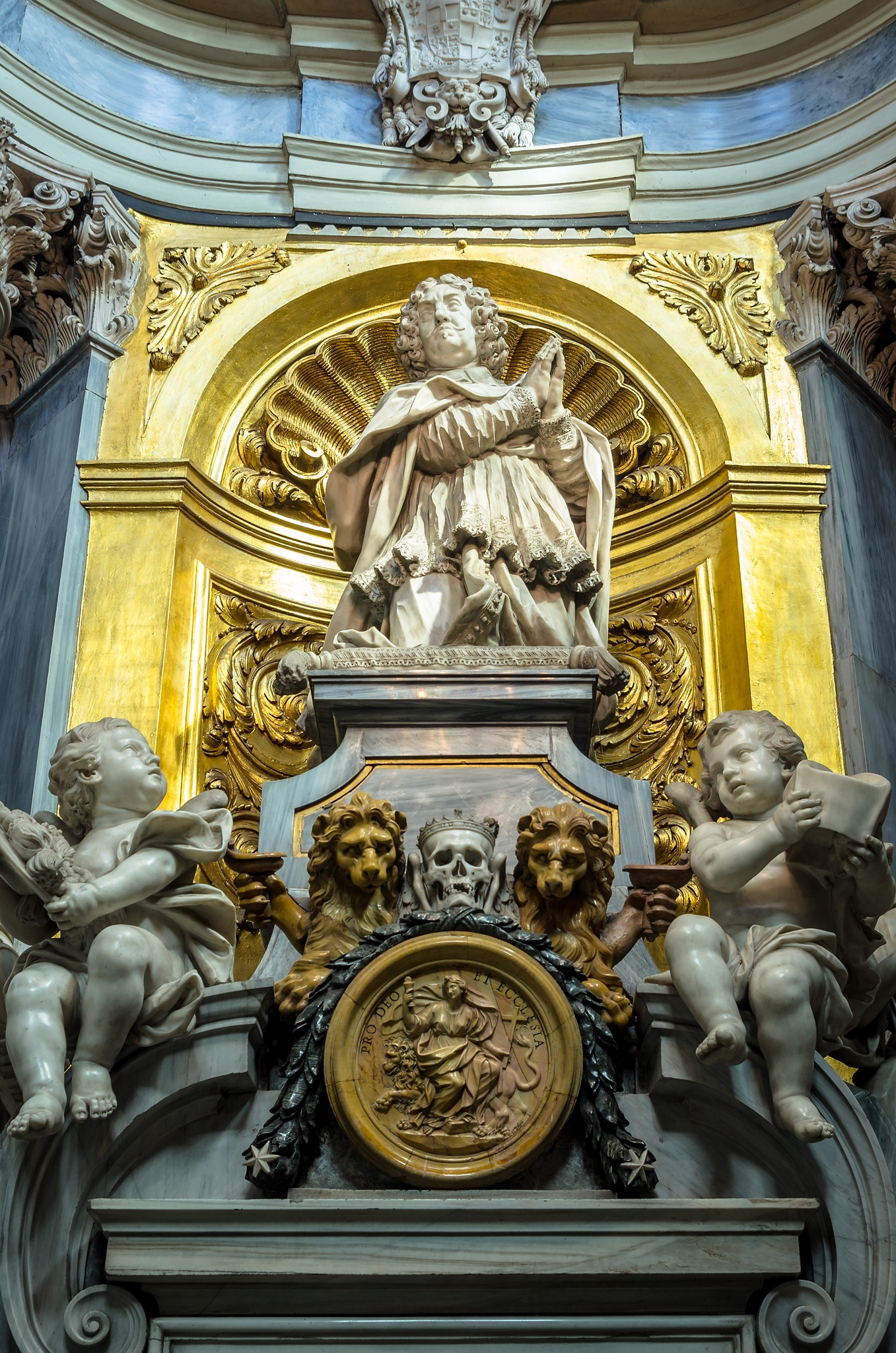
Tomba del Cardinale Federico d'Assia-Darmstadt, col busto di Ercole Ferrata, 1680-86.
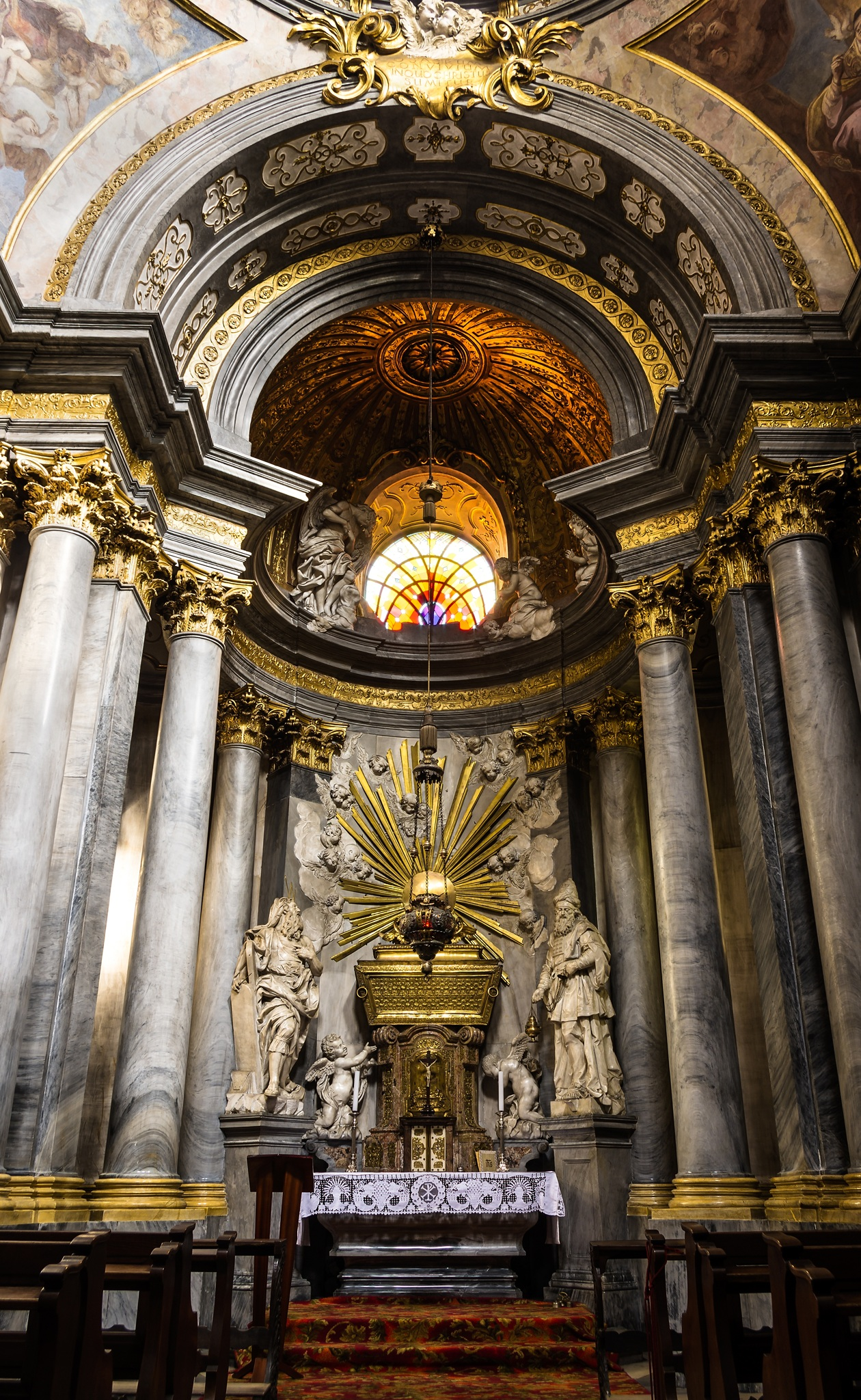
L'Altare della Cappella degli Elettori, con le sculture di Ferdinand Maximilian Brokoff.
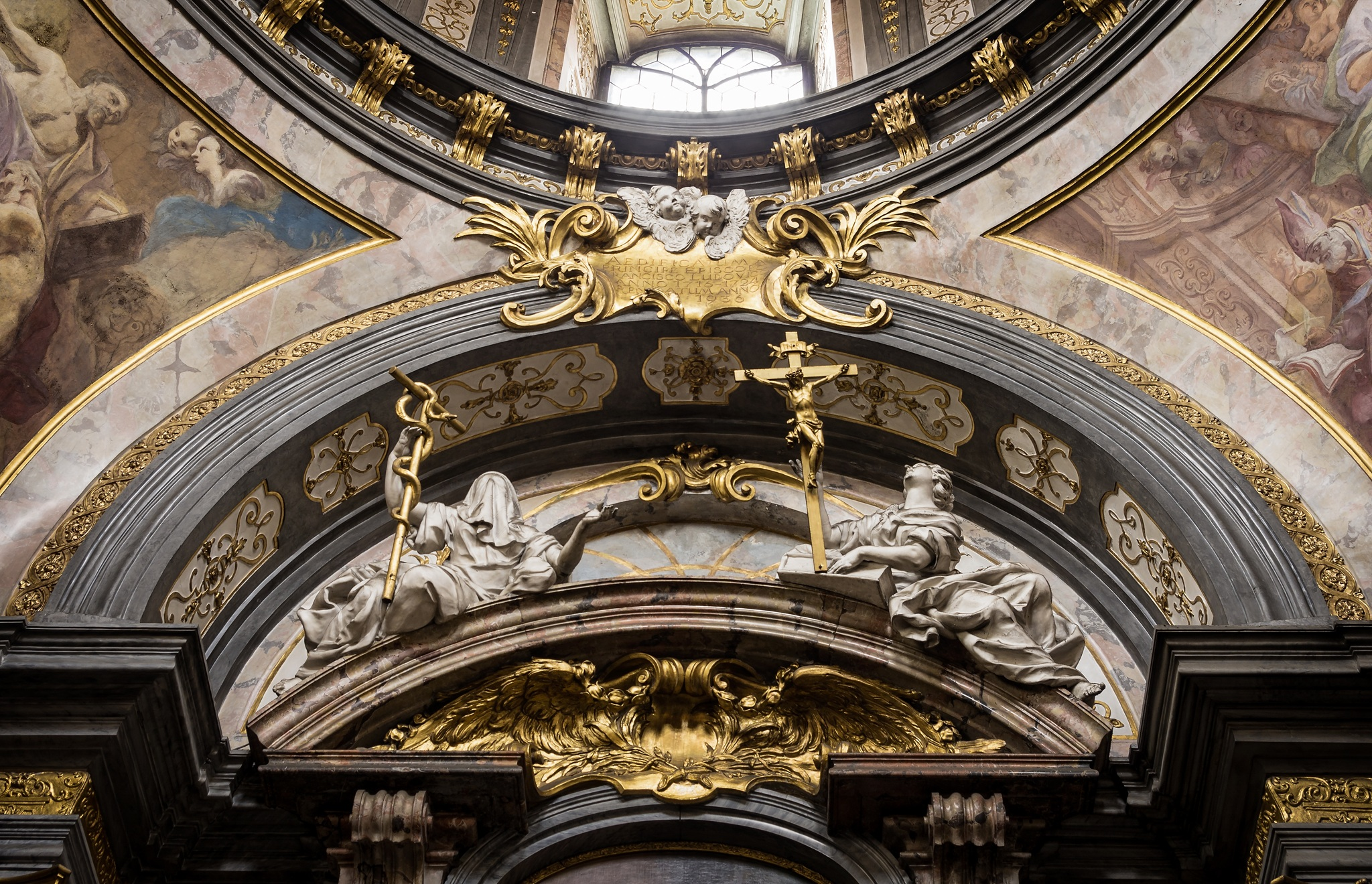
Particolare della Cappella degli Elettori.
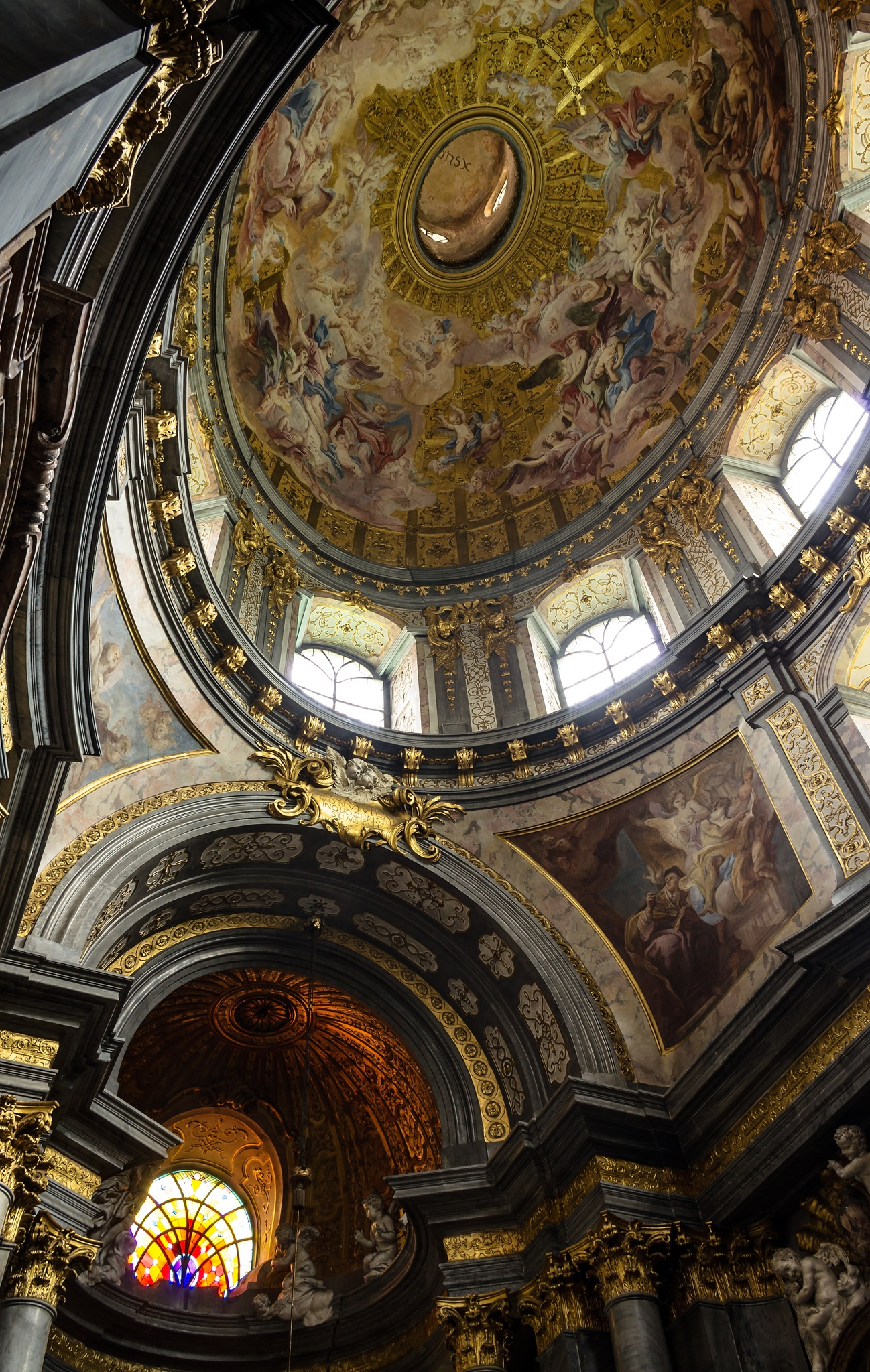
La Cappella degli Elettori.

## Dimensioni
| Lunghezza totale: 100 metri    |
| Larghezza totale : 44,5 metri  |
| Altezza delle Torri : 97 metri |